# بوسفيل (كيبك)
بوسفيل (بالإنجليزية: Beauceville, Quebec)‏ هي بلدية محلية في كيبيك تقع في كندا في شوديير أبالاش. يقدر عدد سكانها بـ 6,354 نسمة ومساحتها 166.20 كم2 .

## أعلام
- جوناثان ديليسل
- ويليام شابمان